# Beauveria vermiconia
Beauveria vermiconia är en svampart som beskrevs av de Hoog & V. Rao 1975. Beauveria vermiconia ingår i släktet Beauveria och familjen Cordycipitaceae.   Inga underarter finns listade i Catalogue of Life.